# Heidchen (Bergisch Gladbach)
Heidchen ist ein ehemaliger Wohnplatz auf dem Gebiet des heutigen Stadtteils Stadtmitte der Stadt Bergisch Gladbach  im Rheinisch-Bergischen Kreis.

## Lage und Beschreibung
Heidchen ist eine untergegangene Hofschaft, die in der Nähe von Stegerkamp am Quirlsberg lag.

## Geschichte
Heidchen wird im 19. Jahrhundert erwähnt als Teil der preußischen Bürgermeisterei Bergisch Gladbach im Kreis Mülheim am Rhein. Mit der Rheinischen Städteordnung wurde Gladbach 1856 Stadt, die dann 1863 den Zusatz Bergisch bekam.
| Jahr | Einwohner | Wohn- gebäude | Kategorie | Bemerkung             |
| ---- | --------- | ------------- | --------- | --------------------- |
| 1845 | 6         | 1             | Haus      | auf dem Heidchen gen. |
| 1885 | 11        | 2             | Wohnplatz |                       |